# 雪窦智鉴
雪窦智鉴（1105年—1192年）是中国宋代曹洞宗僧侣。俗姓吴，安徽省滁州人。早年参禅于长芦山真歇清了，为其所重。时宗珏以首座示以方便，后隐遁于象山苦修，深夜开悟。
后又投天童宗珏，并传承其法。曾上堂曰：“世尊有密语，迦叶不覆藏。一夜落花雨，满城流水香。”
绍兴二十四年（1154年），住于杭州栖真寺。其后历住定水院、香山、报恩寺。
淳熙十一年（1184年），住于雪窦山，以本色接人，四方远来学法，门风大振。后退隐居于寺之东庵。绍熙三年（1192年）示寂，享寿88。
《叢林盛事》中提到其曾做散曲讽刺宏智正觉。